# Grotesque (Fear the Walking Dead)
«Grotesco» —título original en inglés: «Grotesque»— es el octavo episodio y estreno de mitad de la segunda temporada de la serie de televisión posapocalíptica y de horror Fear the Walking Dead. El guion estuvo escrito por Kate Barnow y Daniel Sackheim dirigió el episodio, que se emitió por AMC el 21 de agosto de 2016 en los Estados Unidos y en Latinoamérica.
Este episodio marca la primera aparición de Danay Garcia (Luciana Galvez).

## Trama
Nick se aleja solo hacia Tijuana, pero en el camino es atacado por otro sobreviviente y obligado a dejar sus suministros. Cuando intenta buscar coches abandonados en busca de suministros, es atacado por bandidos y se pierde en el desierto mientras huye. Cuando intenta dormir un poco, es atacado por un par de perros salvajes y mordido en la pierna. Sin embargo, Nick se salva cuando llega una manada de caminantes y se devoran a los perros. Luego, los caminantes son arrastrados por los sonidos de las bocinas de los autos y los disparos, lo que le da a Nick la oportunidad de escapar. Luego se unta con la sangre de un caminante, este se mezcla con el paquete de caminantes mientras se dirige a Tijuana. El grupo anterior de bandidos llega y comienza a matar a los caminantes, al ver que son superados en números uno de ellos huye cuando los otros dos son comidos. Nick finalmente se desmaya debido a su herida y desnutrición. Un grupo de sobrevivientes observa a Nick, pero su líder, Luciana, opta por no ayudarlo. Durante esta prueba, Nick tiene varios recuerdos de su tiempo con su novia en rehabilitación por sus adicciones a las drogas. Es allí donde expresa su frustración por la falta de atención de su padre hacia él. Más tarde es visitado por Madison, quien le dice que su padre murió en un accidente automovilístico. Durante el último flashback, en la iglesia durante las primeras escenas del primer episodio de la serie, Nick se despierta para encontrar a su novia, zombificada, devorando a otro drogadicto. Nick luego recupera la conciencia y logra cojear hacia Tijuana. Se encuentra con el grupo de Luciana, que lo lleva a su comunidad para recibir tratamiento.

## Recepción

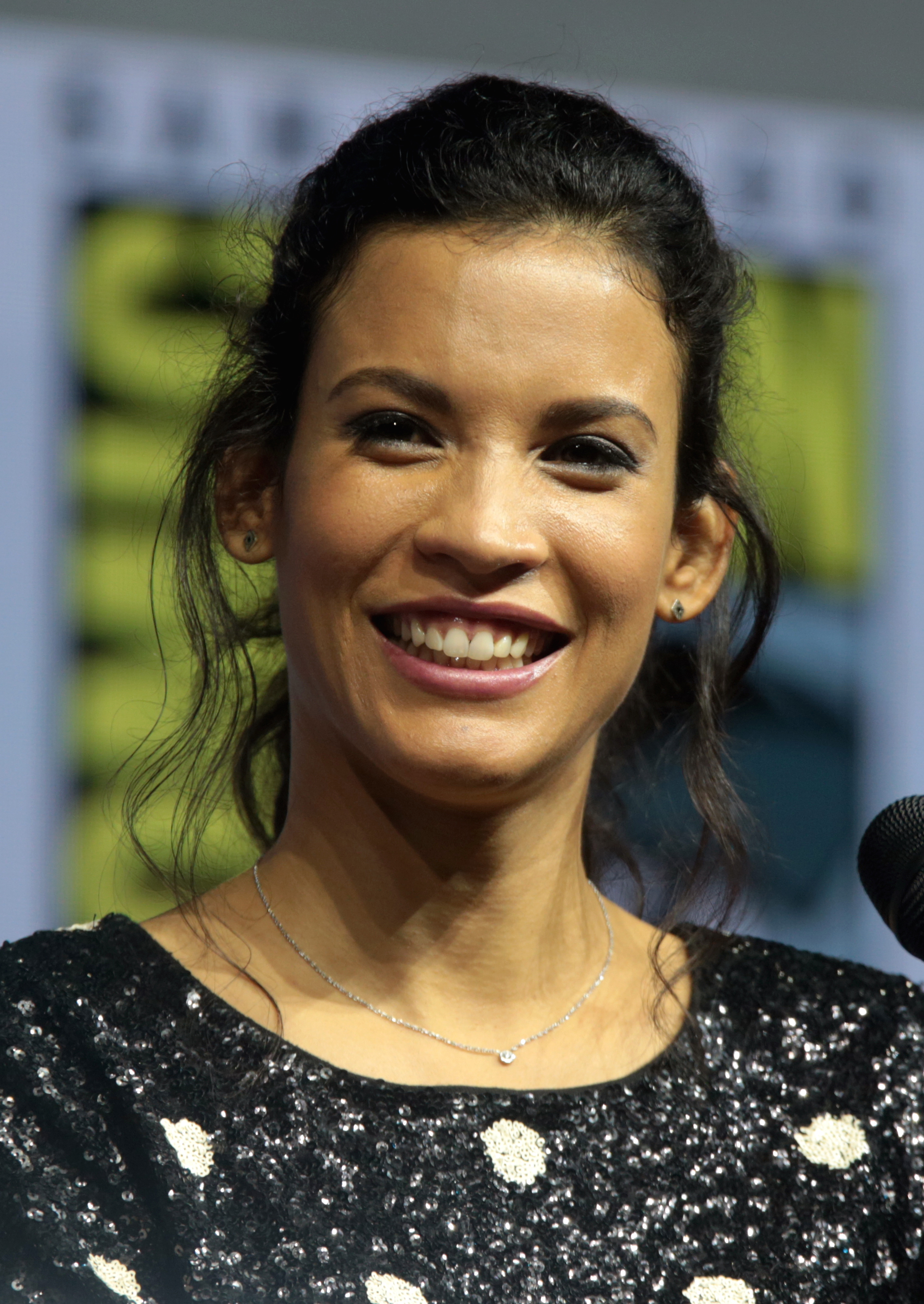
Danay Garcia hizo su primera aparición como Luciana Galvez en este episodio.

"Grotesque" recibió críticas en su mayoría positivas de los críticos. En Rotten Tomatoes, obtuvo una calificación de 87%, con un puntaje promedio de 7.17/10 basado en 15 comentarios. El consenso del sitio dice: "" Grotesque" serpentea periódicamente, pero no atenúa la tensión del viaje de un personaje clave en el primer episodio de arco en solitario de la serie."
Matt Fowler de IGN le dio a "Grotesque" una calificación de 8/10 indicando; "Aunque "Grotesque" nos presentó a algunos personajes nuevos y nos trajo a una nueva comunidad, realmente se trataba de pasar un tiempo de calidad con Nick y entrar en su espacio de cabeza un poco más. Y funcionó. No fue exactamente cosas fascinantes , pero nos mostró que esta serie tiene una mejor oportunidad de desempolvarse ahora que el conjunto se ha dividido."

### Calificaciones
"Grotesque" fue visto por 3.86 millones de espectadores en los Estados Unidos en su fecha de emisión original, por debajo de la calificación del episodios anterior que fue de 4.39 millones.